# 埔心 (雲林縣)
23°48′02″N 120°26′22″E / 23.800648°N 120.439517°E
埔心，是臺灣雲林縣西螺鎮的一個傳統地域名稱，位於該鎮西北部。相較於今日行政區，其範圍大致包括福田里北部邊界地帶東半段、詔安里、河南里、安定里。

## 歷史
台灣清治末期至日治初期，埔心地區為一街庄，稱為「埔心庄」，隸屬於西螺堡。該庄北隔濁水溪與番仔藔庄、田頭庄、水尾庄為界，東與西螺街為鄰，南邊為社口庄，西邊為永定厝庄、新庄仔庄。。
1901年（日治明治三十四年）11月，全台廢縣廳改設二十廳，該庄隸屬於斗六廳。1903年（明治三十六年）6月，該庄編入「新社區」，隸屬於斗六廳。1909年（明治四十二年）10月，合併二十廳為十二廳，新社區改隸屬於嘉義廳。1920年（大正九年），全台地方制度大改正，廢十二廳改設五州二廳，該庄改制為「埔心」大字，隸屬於臺南州虎尾郡西螺街。
戰後西螺街改制為西螺鎮，隸屬於臺南縣，大字亦改制為里。1950年10月，雲、嘉、南分治，西螺鎮改隸屬雲林縣。

## 聚落
本地區發展較早的聚落為埔心、溝仔墘、頂茄塘（一小部分）等，在日治期初期的官方地圖上已有記載。

## 交通
省道台1線（新西螺大橋、大橋南路、中山路）又稱「縱貫公路」，是台北至屏東楓港的傳統平面幹道，大致以北北西—南南東走向轉北北東—南南西走向再轉北北西—南南東走向經過本地區東部邊界外不遠處。由該道路向北北西過新西螺大橋（溪州大橋）後轉東北微北可前往溪州、北斗、田尾、永靖等地；向南南東經國道1號西螺交流道後可前往莿桐、虎尾東北部、斗南、大埤東部等地。
縣道145號（建國路、延平路、平和路、平和南路、福來路）是埤頭鄉至六腳鄉港尾寮的道路，大致以北北東—南南西走向轉北向南再轉東向西再轉東北微北—西南微南走向經過本地區東部邊界外不遠處，經縣道154號路口轉東北—西南走向再轉東微北—西微南走向再轉北北東—南南西走向經過本地區東南部邊界外不遠處。由該道路向北北東過濁水溪西螺大橋後轉北北西再轉北可前往埤頭並止於縣道150號路口；向南南西可前往虎尾、土庫、元長東南部、北港、六腳港尾寮等地。
縣道154號（埔心路、復興路、興農西路）是麥寮鄉六輕廠至林內鄉的道路，也是雲林縣最北側的橫貫縣道，大致以西微南—東微北走向由本地區西部邊界偏南側入境後，轉南微東再繞大彎轉東並於轉彎處經縣道154甲線起點路口，其後於本地區東部邊界南側出境。由該道路向西微南可前往二崙中北部、崙背中北部、麥寮的六輕廠等地；向東經縣道145號路口後轉東北東再轉東北微東經省道台1線路口後再轉東南東經國道1號高架橋下後可前往莿桐中北部、林內並止於省道台3線路口。
縣道154甲線是埔心至崙背的道路，其北側端點（起點）位於本地區南部近邊界地帶的縣道154號大彎道路口。由此向西南出境後可前往社口西部、社口與永定厝交界地帶、二崙、惠來厝中南部、羅厝中北部、崙背並止於縣道156號路口。
鄉道雲24線是楊賢至西螺的道路，大致以西北西—東南東走向由本地區西部邊界北側入境後，轉東北東再轉東南微東，經鄉道雲24-2線起點路口後轉東南東，經鄉道雲24-3線起點路口後轉東南出境。由該道路向西北西可前往新庄子並止於其西部邊界外緣的省道台19線路口（楊賢聚落西郊）；向東南轉東微南可前往西螺市區北側並止於縣道145號路口（西螺大橋南側橋頭）。
鄉道雲24-2線是廣播電台至埔心的道路，全線位於本地區境內，其北側端點（起點）位於本地區中北部的鄉道雲24線路口。由此向南南西轉南微西，至埔心聚落內轉南南東，止於鄉道雲28-2線路口。
鄉道雲24-3線是埔心至西螺的道路，其西側端點（起點）位於本地區東部近邊界地帶中央偏北處的鄉道雲24線路口（埔心聚落東北郊）。由此向東南東出境後可前往西螺地區中部略偏北的西螺大橋南側橋頭旁並止於鄉道雲24線另一路口（近縣道145號路口）。
鄉道雲28線是港後至新社的道路，大致以西南—東北走向到達本地區西南角的鄉道雲28-1線終點路口，轉東北東大致沿邊界地帶而行，至路口轉東南東沿邊界蜿蜒而行並經過高鐵高架橋下，其後因邊界線北移而出境。由該道路向西南穿越頂茄塘聚落後可前往永定厝南部、港後並止於縣道154號路口；向東南東經鄉道雲30線路口後至縣道154甲線路口，轉西南與其共線約700公尺後轉東北東獨行可前往社口、新社並止於縣道145號路口。
鄉道雲28-1線是田寮仔至頂茄塘的道路，其東側端點（終點）位於本地區西南角的鄉道雲28線路口（頂茄塘聚落東側偏北）。由此向北北西沿邊界而行，至鄉道雲28-2線起點路口後轉西北西出境，可前往永定厝地區的詹厝崙聚落、田藔仔聚落並止於鄉道雲28線另一路口。
鄉道雲28-2線是安定（頂茄塘）至埔心的道路，其西側端點（起點）位於本地區西南角略偏北的鄉道雲28-1線路口（頂茄塘聚落東北側）。由此向北微東大致沿邊界而行，經縣道154號路口後轉北微西續沿邊界而行，至溝仔墘聚落轉東微北再轉東沿邊界而行，其後因邊界線北移而入境，至聚落東側轉南再轉東南東出聚落，轉東北東經高鐵高架橋下後到達埔心聚落，轉東北再轉東蜿蜒而行再轉東南，至鄉道雲24-2線終點路口轉南南東，止於縣道154號舊線（埔心路）路口。
鄉道雲30線是頂茄塘至湳仔的道路，其東北側端點（起點）位於本地區南部近邊界地帶的縣道154甲線路口（頂茄塘聚落東郊）。由此向西南微西出境後，可前往社口西北端、永定厝東南端、二崙、田尾地區的湳仔聚落西側並止於縣道156號路口。
鄉道雲37線（社口路）是埔心至社口的道路，其北側端點（起點）位於埔心聚落的縣道154號舊線（埔心路）路口。由此向南微東出聚落後轉南，經縣道154號路口後出境，可前往社口並止於鄉道雲28線路口。

## 學校
- 安定國小

## 文化資產
- 西螺程秉正公古墓（歷史建築）